# Sedum rubrotinctum
Sedum rubrotinctum eller Rubinfetknopp är en fetbladsväxtart som beskrevs av Robert Theodore Clausen. Sedum rubrotinctum ingår i Fetknoppssläktet och är en hybrid mellan arterna buskfetknopp (S. pachyphyllum) och korallfetblad (S. stahlii) i familjen fetbladsväxter. Inga underarter finns listade i Catalogue of Life.
Rubinfetknopp odlas som krukväxt i Sverige, men kan inte övervintra utomhus.

## Bildgalleri

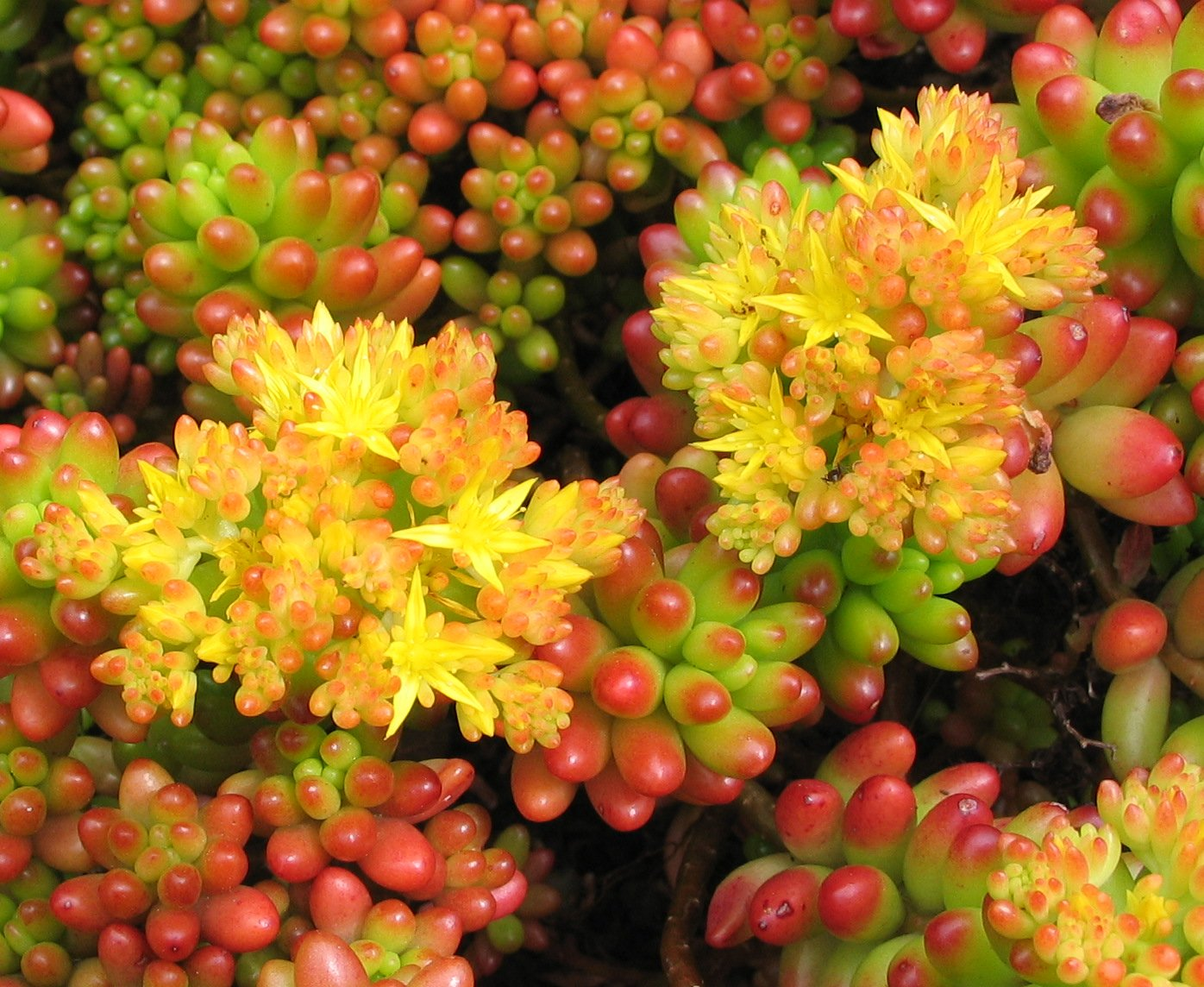
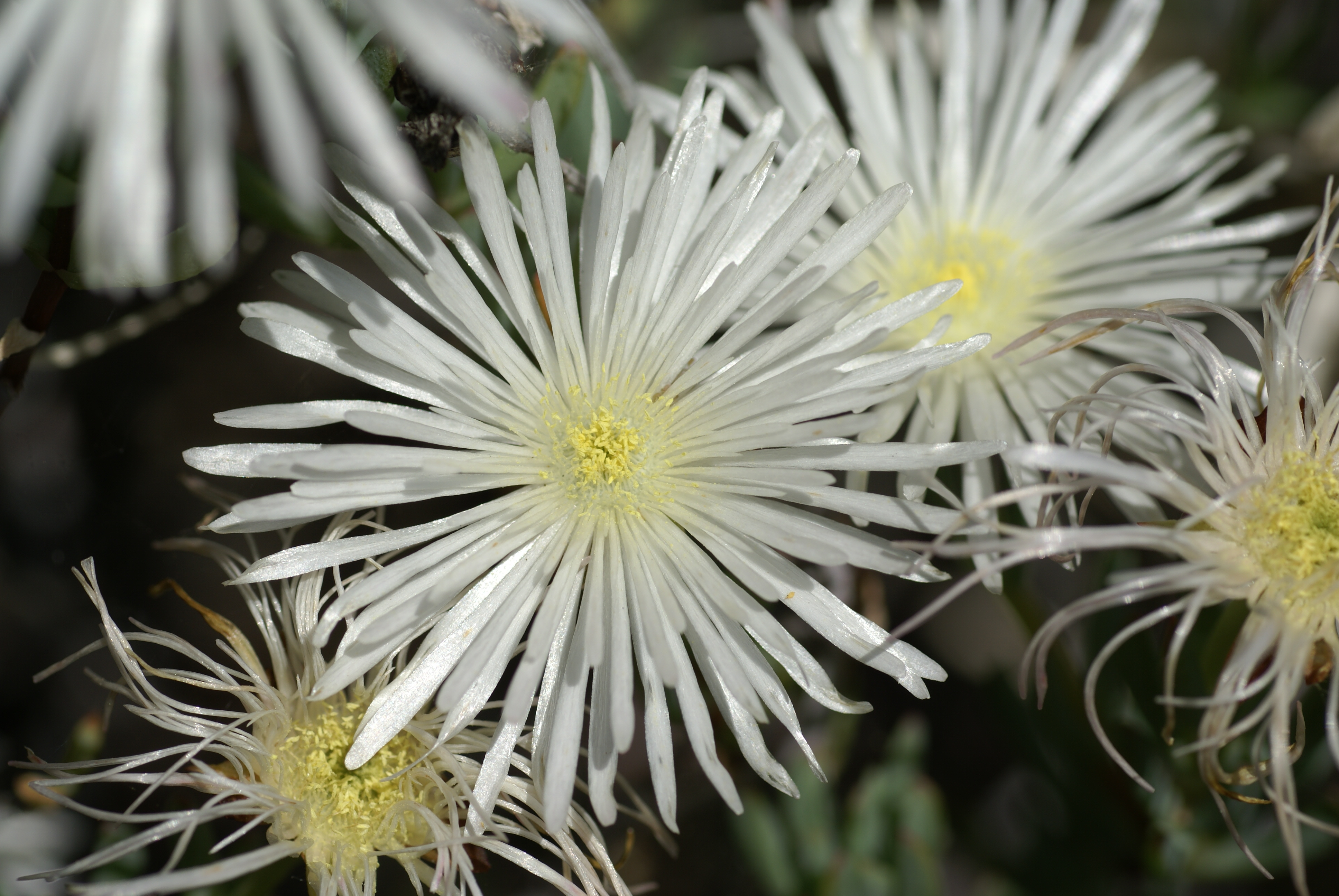
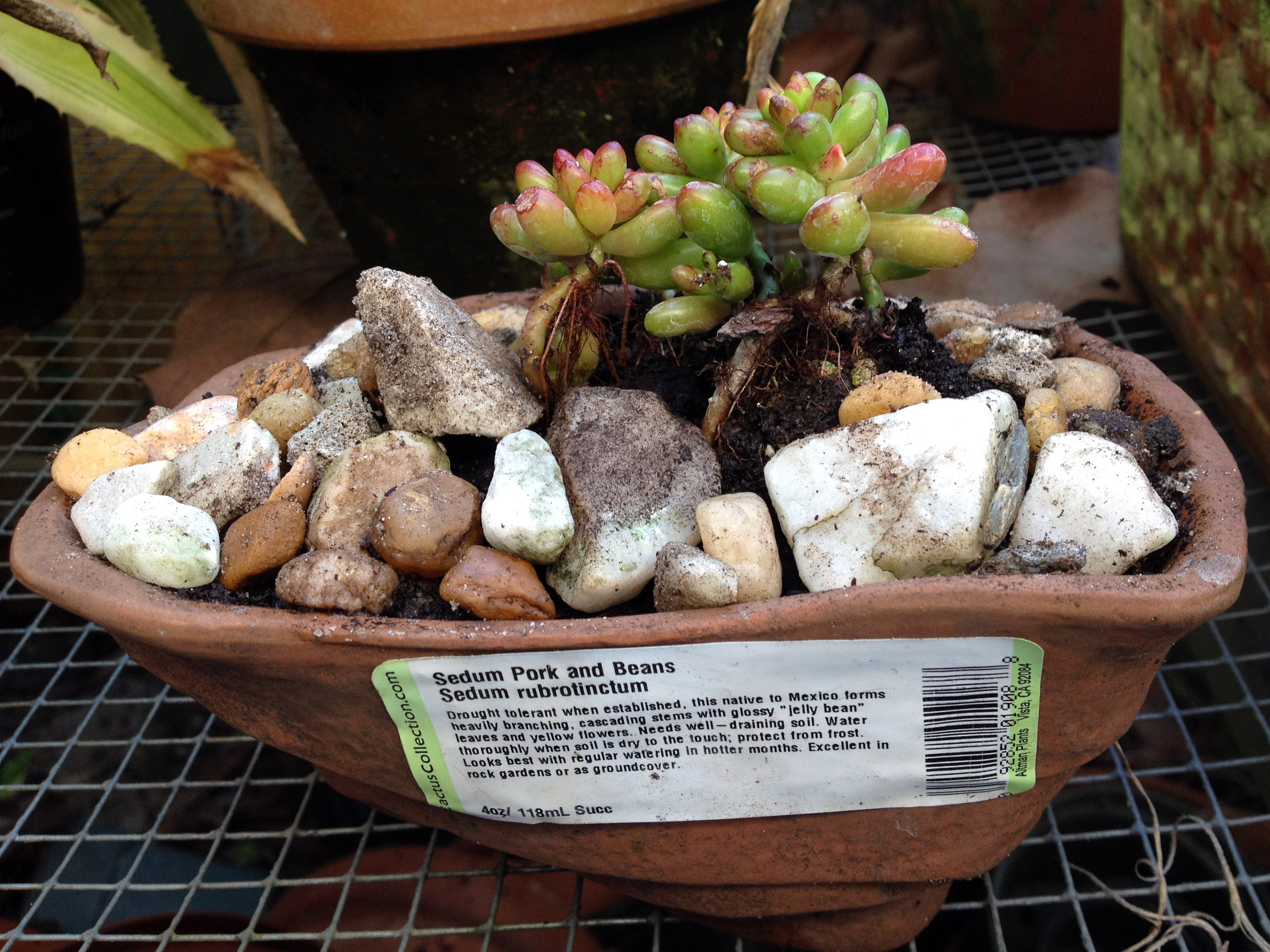